# Oxycomanthus plectrophorum
Oxycomanthus plectrophorum är en sjöliljeart som först beskrevs av A.H. Clark 1916.  Oxycomanthus plectrophorum ingår i släktet Oxycomanthus och familjen Comasteridae. Inga underarter finns listade i Catalogue of Life.